# X-스마일
X-Smiles는 자바로 작성된 XML 웹 브라우저이다. 자바로 작성되어서 대부분의 플랫폼에서 작성된다. 이 프로그램은 아파치 기반 오픈 소스 라이센스 프로그램이다. X-Smiles 브라우저의 가장 큰 장점은 많은 XML 관련 사항을 지원하고 자바 환경을 지원하는 임배디드 기기에 적합하다.
이 프로그램은 XHTML CSS, SVG, XForms, SMIL 등의 많은 XML 언어를 지원한다..